# Maoling (Han)
Maoling (kinesiska: 茂陵, Màolíng) är ett gravkomplex beläget i Xingping nordväst om Xi'an i Kina från Handynastin (206 f.Kr.-220). Här är kejsare Wudi (död 87 f.Kr.) begravd
Maoling ligger 35 km nordväst om centrala Xi'an, och är placerad längst väster ut av ett pärlband bestående av nio kejsargravar från Handynastin utanför Xingping precis norr om Weifloden. Maoling är den största av Handynastins kejsargravar och tog 53 år att bygga. Kostnaderna för gravens uppförande uppgick till så mycket som hälften av statens skatteintäkter. Gravens centrum är ett underjordiskt palats som är övertäckt av en kulle av packad jord i form av en pyramid med platt topp. Pyramiden är 47 meter hög med och dess bas är 231 gånger 234 meter. Pyramiden omsluts av en rektangulär gravgård som upptar 170 000 kvadratmeter. Det underjordiska palatset blev mycket rikt utrustat med begravningsföremål. Årligen fylldes graven med guld, silver, pärlor, juveler och andra begravningsobjekt som kejsaren skulle behöva i efterlivet. Bara fyra år efter att kejsare Wudi begravts plundrades graven för första gången. Därefter plundrades graven flera ytterligare gånger under historien.
Runt graven fanns en gravstad där som mest 60 000 familjer bodde. Sydost om Maoling kan man fortfarande idag se ruinerna av Baihesalen och öster om graven låg Longyuanpalatset. Maoling är omgiven av en hel del satellitgravar varav mer än 20 existerar idag. Satellitgravarna tillhör den kejserliga familjen, konkubiner, tjänstemän och framstående generaler.
Namnet Maoling har även använts för graven till Mingdynastins kejsare Chenghua (död 1487) som är begravd i Maoling i Minggravarna norr om Peking.